# Сосновка (рабочий посёлок Ардатов)
Сосно́вка — село в Ардатовском районе Нижегородской области России, входит в состав городского поселения рабочего поселка Ардатов.

## Этимология
Своим названием село обязано сосновым лесам, которые и по сей день растут вокруг села.

## История
По данным на 1859 год Сосновка — удельная деревня Ардатовского уезда Нижегородской губернии в 4 верстах от уездного города, расположенная при речках Сосновке и Сиязьме по правую сторону от торгового тракта, ведущего из Ардатова в Тамбовскую губернию. В деревне имелось 97 домов и проживало 665 человека.
После реформы 1861 года Сосновка вошла в Кужендеевскую волость Ардатовского уезда.
На рубеже 1850—1860-х годах деревня была одним из центров производства точеной деревянной посуды и бондарничества, в то время здесь изготавливали кадушки и ведра из осины. Низкая производительность песчаных земель Сосновки и дешевизна лесов способствовали развитию этих промыслов в течение первой половины XIX века. Но уже в 1870-х годах на всем пространстве от Сосновки и до Ардатова леса были вырублены. С этого времени сосновский бондарь стал пользоваться покупной древесиной, цена которой начиная с 1861 года постоянно возрастала. Это обстоятельство стало приводить к сокращению бондарного промысла. В 1884 году этим промыслом в Сосновке занималось всего 32 мастера. В это время бочары Сосновки специализировались на изготовлении составных кадок, которые обладали большей прочностью, чем цельные осиновые, которые изготавливались в деревне Обход, и поэтому ценились выше и стоили в три дороже.
Жители Сосновки, не занятые в бондарном производстве или забросившие его после подорожания леса, с 1875 года уходили на завод. В середине 1880-х годов из Сосновки на заработки в Кулебаки ежегодно уходило до 100 человек, и число отходников постоянно возрастало за счет бондарей, бросивших свое ремесло.
Другой, уже упоминавшийся промысел — точение деревянной посуды к середине XIX века тоже претерпел изменения. Сосновские кустари отказались от самостоятельного производства и занялись скупкой и перепродажей деревянных изделий кустарей из окрестных сел и деревень. Скупали деревянную посуду, точеные чашки в деревнях Березовке, Новолей (Котовской волости), Вилейке (Хрипуновской волости) и селе Кармалейка (Кужендеевской волости).
Торговали сосновцы также знаменитой семеновской посудой и другим щепным товаром, привозившимся из города Семёнова. Скупленный товар они переправляли в соседние губернии (южные) иногда на расстояние в 300—500 верст от Ардатова, в города Моршанск, Саранск и Краснослободск, в Воронежскую губернию.
В среднем доход от промыслов составлял половину достатка обычной сосновской семьи. Другую половину сосновцы получали от сельского хозяйства, причем именно его сосновцы считали главным своим занятием и источником дохода: «Без земли хоть до упаду работай, а сыт не будешь»[значимость факта?].
Земля в Сосновке в 1884 году находилась в общинном владении. Сосновскому крестьянскому обществу принадлежало 39 десятин, 410 саженей усадебной и 1261 десятина пахотной земли. Душевой надел составлял 4,5 десятины. Кроме того, арендовали до 150 десятин у соседних помещиков.
Собственников земли в селе не было. Окрестные песчаные земли большой ценности не представляли. В случае благоприятной сельскохозяйственной конъюнктуры всегда можно было приарендовать земли к своему наделу, покупать же ее в собственность означало бы брать на себя лишнюю обузу: урожай зерновых здесь редко превышал сам — три, а своего хлеба хватало чаще всего лишь на полгода[значимость факта?].
В середине 80-х годов XIX века в селе числилось 112 домов и проживало 333 человека мужского пола и 343 женского. На крестьянских подворьях содержалось в общей сложности 150 лошадей, 102 головы крупного рогатого и 770 голов мелкого скота. В это время в селе числилось недоимок на сумму 1131 руб. Это притом, что на окладную душу в Сосновке приходилось 8 руб. податей, а в селе числилось 318 окладных душ.
Посторонние наблюдатели отмечали в Сосновке «сильное развитие пьянства». В селе имелся кабак. Он находился на общественной земле и принадлежал местному крестьянину Ивану Пичyгину[значимость факта?].
К 1879 году в Сосновке проживало 380 мужчин, 19 из них были пришлыми, и 426 женщин, из них 7 были пришлыми (то есть не были приписаны к местному крестьянству).
Церковь в селе была построена между 1859 годом (в это время Сосновка числилась деревней) и серединой 1880-х годов (Сосновка уже приобрела статус села). В 1910 году в селе насчитывалось 175 дворов, составлявших одно крестьянское общество.
К 1912 году число дворов сократилось до 160, в селе проживало 964 жителя, содержалось 672 головы домашнего скота.
В 1916 году население села составляло 961 человек.
В 1935 году крестьяне стали объединяться в колхозы. Жители Сосновки, деревни Урвань и посёлка Гуськой объединились в колхоз «Гуськовский».
В 1938 году появились первые тракторы. Позднее председателем был поставлен Григорий Павлович Коротков. При нём началось строительство скотных дворов и других общественных построек.
В 1969 году колхозы «Гуськовский», «Котовский», «Измайловский» объединились в совхоз «Котовский». Руководителем его стал А. Н. Бебнев.
По данным анкетирования 1978 году, в Сосновке числилось 37 хозяйств, проживало 43 человека мужского пола и 55 женского, в селе работала ферма (содержали крупный рогатый скот и овец).
Также имелись магазин, начальная школа на 40 ученических мест (построена в 1968). С районным центром и Котовским сельским советом Сосновку соединяли грунтовые дороги, через село проходило асфальтированное шоссе, соединившее его с областным центром — Горьким. По шоссе ходил автобус: 4 раза в день.
В 1980—1990-е годы село пришло в окончательный упадок. В 1980 году закрыли школу, так как отдаленные села объявили неперспективными, люди стали разъезжаться. Для продолжения учебы дети должны были ходить за много километров — в село Котовка (7 км) или Ардатов (5 км). В 1987 году Сосновку передали городу Дзержинску, в подсобное хозяйство заводу «Химмаш».
Стали строить жилье для рабочих, построили столовую, отремонтировали скотные дворы. К этому времени в Сосновке осталось не более 30 дворов. «Химмаш» завез туда коров черно-пестрой породы, построил хорошую дорогу, соединявшую село с Ардатовом.
К лету 1993 году многие жители разъехались. В селе осталось всего лишь 30 дворов и 40 жителей.

## Географическое положение
Село Сосновка находится на юго-западе Нижегородской области России, к северу от автомобильной дороги Ардатов — Чуварлей-Майдан, на левом берегу ручья Сиязьмы. Административный центр муниципального округа Ардатов находится в 5 км к востоку от Сосновки.
Село соединено просёлочными дорогами на северо-западе с бывшим посёлком Гуським (расстояние 3 км), на востоке — с рабочим посёлком Ардатовом, на юго-западе — с селом Сиязьмой (5 км), на западе — с селом Дубовкой (6 км). К западу от села имеется небольшое озеро. С севера к селу подступают заливные луга ручья Сиязьмы, далее переходящие в кустарник, а затем — в смешанный лес. С запада и юга село обступают смешанные леса. Высота над уровнем моря около 148 метров.
Село Сосновка, как и вся Нижегородская область, находится в часовой зоне МСК (московское время). Смещение применяемого времени относительно UTC составляет +3:00.

## Административная принадлежность
Село Сосновка входит в состав административно-территориального образования Рабочий посёлок Ардатов Ардатовского муниципального округа Нижегородской области Российской Федерации.

## Климат
Село находится в зоне умеренно-континентального климата, который характеризуется холодной продолжительной зимой и тёплым, но достаточно коротким летом. За год выпадает в среднем 450—550 мм осадков, из них 68 % — в виде дождя и 32 % — в виде снега. Среднегодовая относительная влажность воздуха — 76 %. Снежный покров достигает 50 см, а в особо снежные зимы может достигать одного метра и более.
Весна приходит резко, обычно к середине апреля, при этом вплоть до середины мая нередки заморозки. Лето сравнительно короткое и достаточно жаркое — в отдельные годы температура может достигать 36 °C. Шапка лета приходится на июль. В конце весны и лета нередки грозы — их может случаться до 20 за год, почти каждый год выпадает град. Осень приходит в сентябре и стоит до начала ноября, но уже в сентябре нередки заморозки. Зима наступает в начале ноября и продолжается до середины марта. Обычно первый снег выпадает в октябре и держится в течение пяти месяцев, сходит к 10—15 апреля. Почва промерзает на глубину 70—90 см.
Вегетационный период составляет 189 дней, продолжительность безморозного периода — 137 дней.

## Население
| Численность населения | Численность населения | Численность населения | Численность населения | Численность населения | Численность населения | Численность населения | Численность населения | Численность населения | Численность населения | Численность населения |
| 1721                  | 1859                  | 1890                  | 1897                  | 1916                  | 1978                  | 1993                  | 1999                  | 2002                  | 2010                  | 2021                  |
| --------------------- | --------------------- | --------------------- | --------------------- | --------------------- | --------------------- | --------------------- | --------------------- | --------------------- | --------------------- | --------------------- |
| 139                   | ↗665                  | ↗676                  | ↗806                  | ↗961                  | ↘98                   | ↘40                   | ↘22                   | ↘8                    | ↘0                    | ↗1                    |

## Инфраструктура
В селе единственная улица Сосновая.